# 霍斯珀斯 (愛荷華州)
霍斯珀斯（英語：Hospers）是一個位於美國愛荷華州蘇縣的城市。

## 地理
霍斯珀斯的座標為43°04′16″N 95°54′17″W / 43.07111°N 95.90472°W，而該地的平均海拔高度為411米（即1398英尺）。

## 人口
根據2010年美國人口普查的數據，霍斯珀斯的面積為1.24平方千米，當中陸地面積為1.24平方千米，而水域面積為0.00平方千米。當地共有人口698人，而人口密度為每平方千米562人。